# Oxalis melanosticta
Oxalis melanosticta är en harsyreväxtart som beskrevs av Otto Wilhelm Sonder. Oxalis melanosticta ingår i släktet oxalisar, och familjen harsyreväxter. Inga underarter finns listade i Catalogue of Life.